# Desoxyguanosintriphosphat
Desoxyguanosintriphosphat (dGTP) ist einer von vier Bausteinen der Nukleinsäure DNA. Es besteht aus einer Desoxyribose, der Base Guanin und einer Triphosphat-Gruppe.

## Biosynthese
Die Desoxyribonukleosidtriphosphate werden in der Zelle als energiereiche Verbindungen aus 2'-Desoxyribonucleotid-5'-monophosphat synthetisiert, durch zwei aufeinanderfolgende Phosphorylierungsschritte mit ATP als Phosphatgruppendonor.

## Funktion
dGTP ist einer von vier Bausteinen der DNA. Der genetische Code der DNA ergibt sich aus der Folge der Basen dieser Bausteine. Da die Base von dGTP das Guanosin ist, codiert dieser Baustein das G dieses Codes.